# もりおか啄木・賢治青春館
もりおか啄木・賢治青春館（もりおかたくぼく・けんじせいしゅんかん）は、岩手県盛岡市にある文学館。同県出身の石川啄木・宮沢賢治と、彼らが中学生時代を過ごした盛岡の地をメインテーマとする。
当館施設には明治43年（1910年）竣工の旧第九十国立銀行本店本館（国の重要文化財）を使用する。

## 施設
出典：
- 常設展示室 -  旧「営業室」。「若き石川啄木像」（舟越保武作）、「宮沢賢治像」（高田博厚作）のブロンズ像を展示
- 光と音の体験室「スバル」 - 旧「金庫室」
- 映像体験室 -  旧「頭取室」
- 街並展示室「モリーオ」 - 旧「応接室」
- 展示ホール -  旧「総会室」
- 玄関広場「ポランの広場」
- 喫茶「あこがれ」

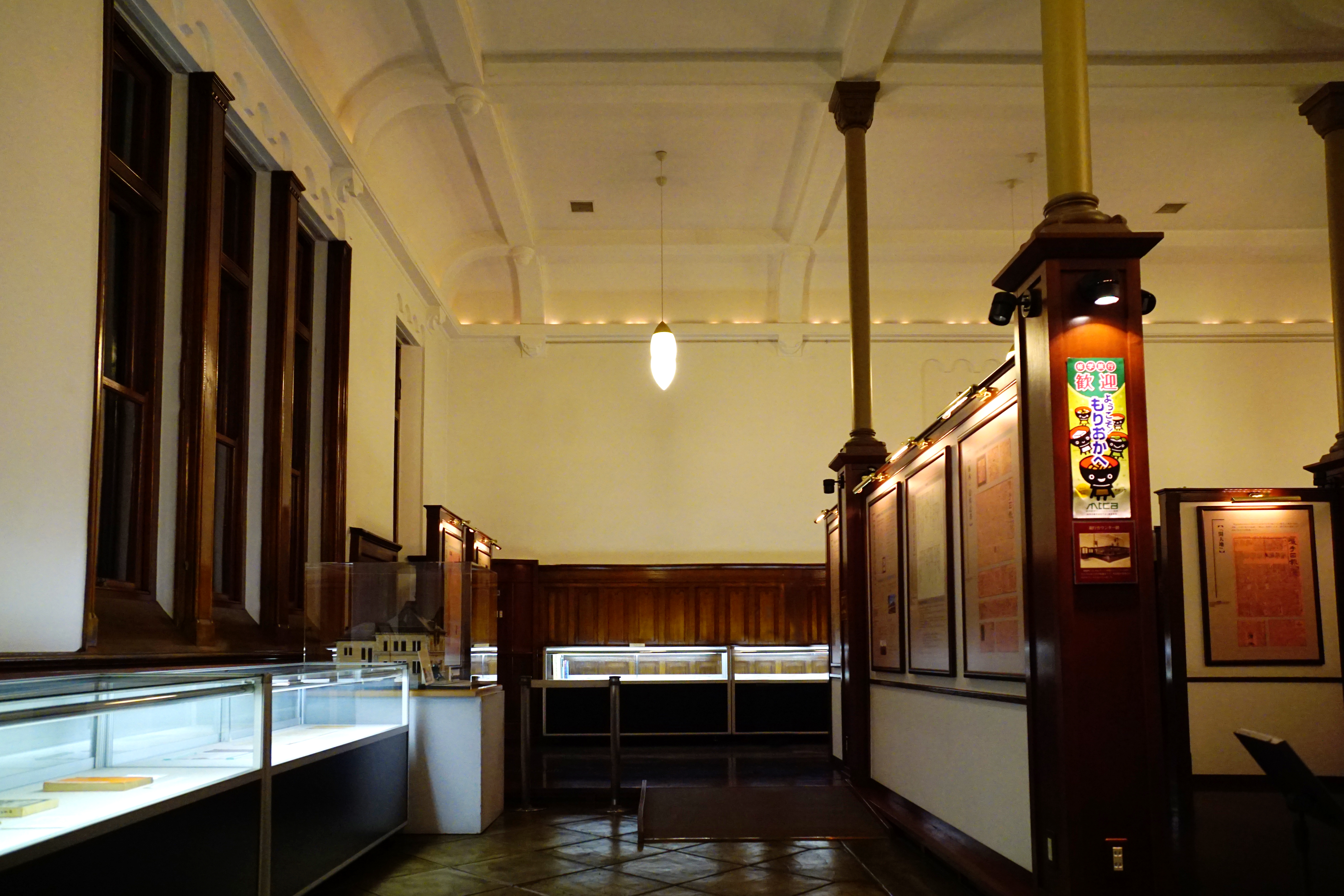
常設展示室
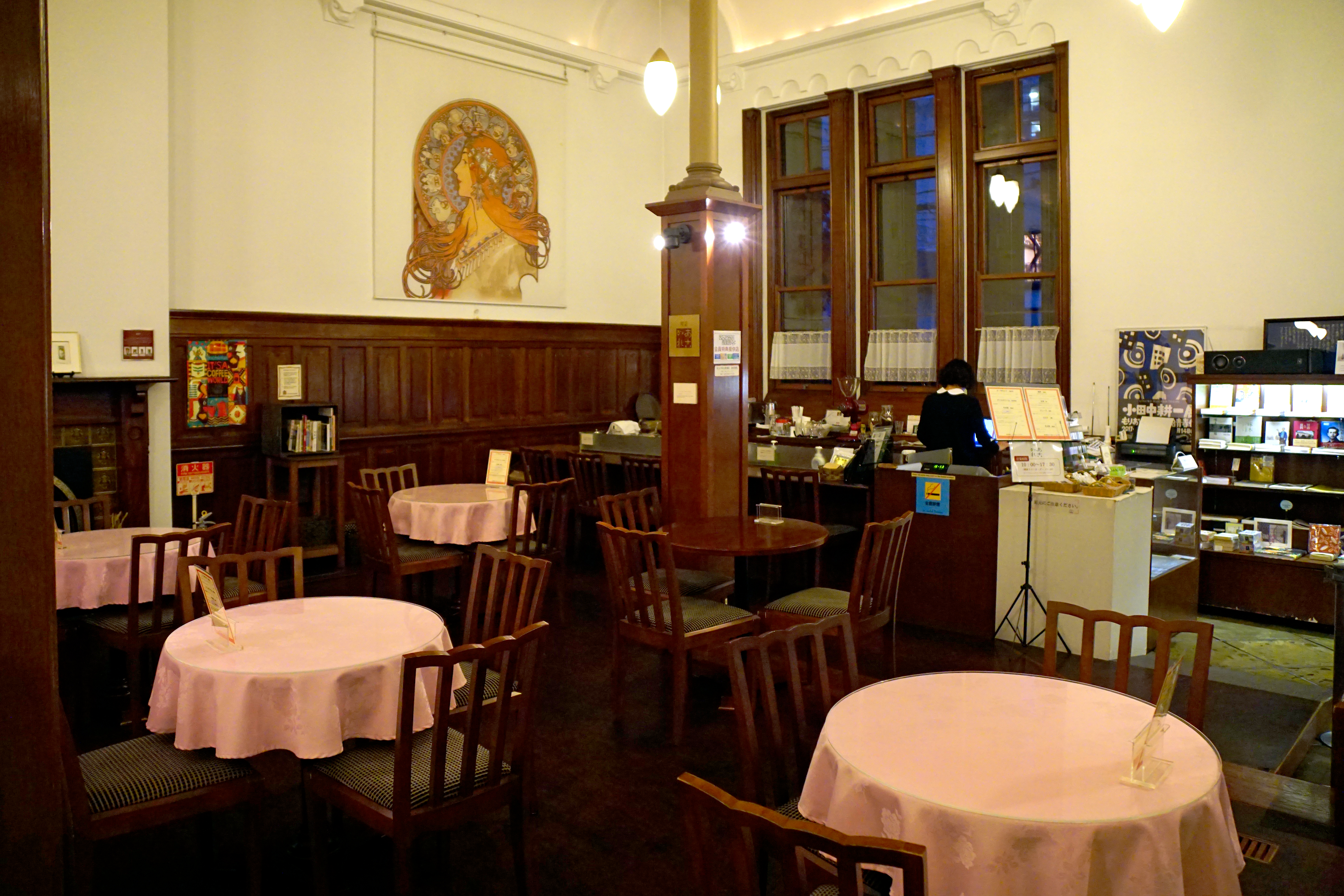
喫茶「あこがれ」
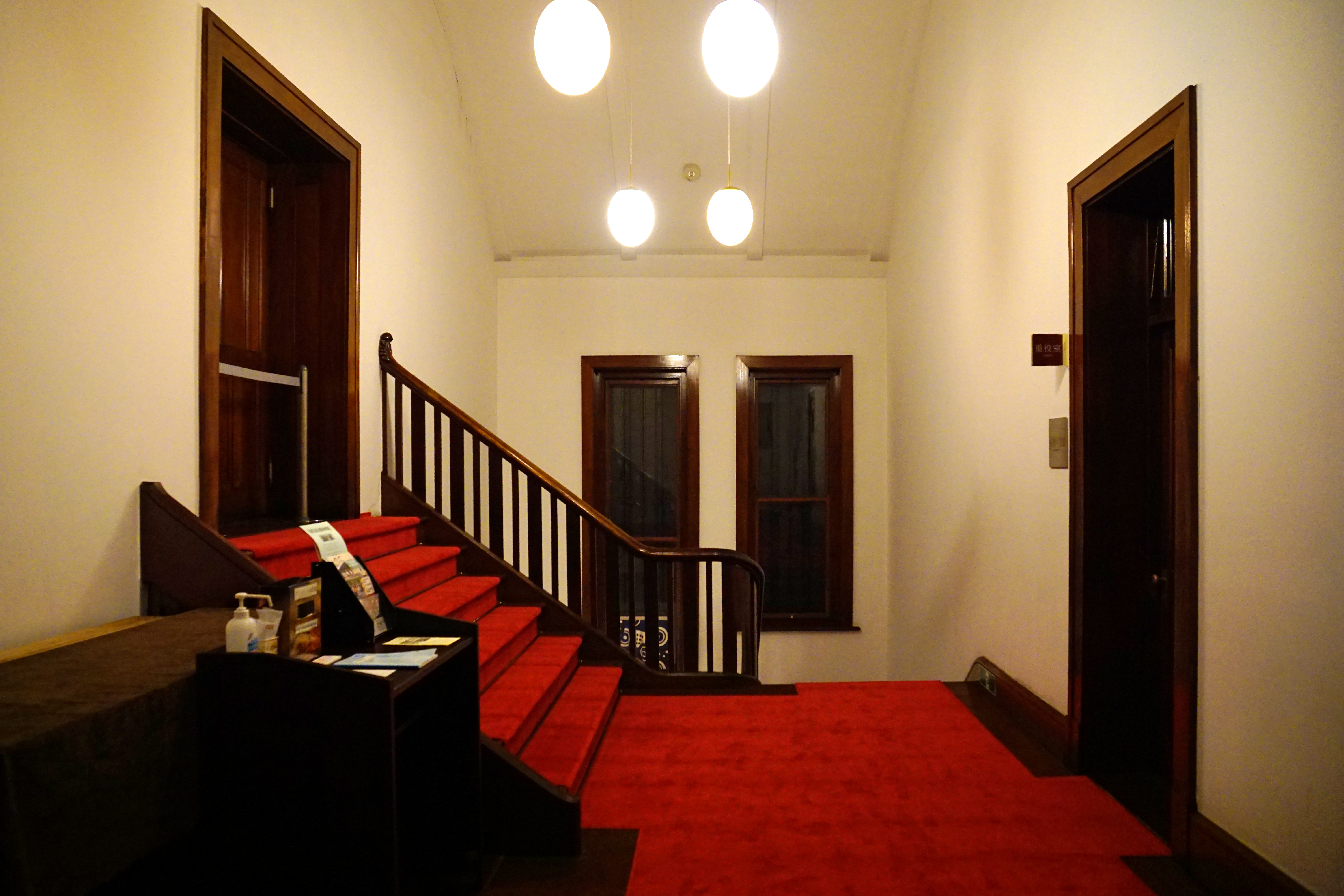
展示ホール前

## 建築概要
出典：
- 起工 - 1908年（明治41年）
- 竣工 - 1910年（明治43年）12月
- 構造・規模 - 煉瓦造、2階建、一部地下1階、スレート及び銅板葺、煉瓦塀附属1棟
- 設計 - 横濱勉
- 建築面積 - 264.61平方メートル
- 用途 - 銀行
- 文化財指定 - 国の重要文化財（2004年07月06日指定）

## 利用情報
- 開館時間 -   10時～18時（入館は17時30分まで）
- 休館日 -  毎月第2火曜日，年末年始（12月29日～1月3日）

## 周辺
- 岩手銀行赤レンガ館
- 盛岡城跡公園